# Ordășei
Ordășei è un comune della Moldavia situato nel distretto di Telenești di 916 abitanti al censimento del 2004